# Температура Дебая
Температу́ра Деба́я — характеристика для твердих тіл, яка має розмірність температури й визначає характер температурної залежності теплоємності твердого тіла. Встановлена Петером Дебаєм в межах розробленої 

ним моделі теплопровідності твердих тіл.

## Фізична інтерпретація
При температурах нижчих за температуру Дебая теплоємність кристалічної ґратки визначається в основному акустичними коливаннями й згідно із законом Дебая пропорційна кубу температури.
При температурах набагато вищих за температуру Дебая справедливий закон Дюлонга-Пті, згідно з яким теплоємність стала й дорівнює
{\displaystyle 3Nrk_{B}\,}, де {\displaystyle N} кількість елементарних комірок в тілі, {\displaystyle r} — кількість атомів в
елементарній комірці, {\displaystyle k_{B}} -- стала Больцмана.
При проміжних температурах теплоємність кристалічної ґратки залежить від інших факторів, таких як дисперсія акустичних і оптичних фононів, кількості атомів в елементарній комірці і т. д. Вклад від акустичних фононів, зокрема, дається формулою
{\displaystyle C_{V}(T)=3Nk_{B}f_{D}(\theta _{D}/T)\,},
де {\displaystyle \theta _{D}} — температура Дебая, а функція
{\displaystyle f_{D}(x)={\frac {3}{x^{3}}}\int _{0}^{x}{\frac {t^{4}e^{t}}{(e^{t}-1)^{2}}}{\textrm {d}}t}
називається функцією Дебая.
При температурах набагато нижчих за температуру Дебая, як зазначалося вище, теплоємність пропорційна кубу температури
{\displaystyle C_{V}(T)={\frac {12\pi ^{4}}{5}}Nk_{B}(T/\theta _{D})^{3}}.

## Оцінка температури Дебая
Формула Дебая для визначення теплоємності кристалічної ґратки виводиться з використанням певних наближень, а саме лінійного закону дисперсії акустичних фононів, нехтуванням оптичних фононів і заміни зони Брілюена сферою із рівним об'ємом. Якщо {\displaystyle q_{D}} радіус такої сфери, то {\displaystyle \omega _{D}=q_{D}s}, де {\displaystyle s} швидкість звуку,
називається частотою Дебая. Температура Дебая визначається із співвідношення
{\displaystyle \hbar \omega _{D}=k_{B}\theta _{D}}.
Значення температура Дебая для деяких речовин наведено в таблиці.
| Алюміній                       | 429 K   |
| Кадмій                         | 186 K   |
| Хром                           | 610 K   |
| Мідь                           | 344.5 K |
| Золото                         | 165 K   |
| {\displaystyle \alpha }-Залізо | 464 K   |
| Кремній                        | 640 K   |

| Срібло       | 225 K  |
| Тантал       | 240 K  |
| Олово (біле) | 195 K  |
| Титан        | 420 K  |
| Вольфрам     | 405 K  |
| Цинк         | 300 K  |
| Алмаз        | 2200 K |

| NaCl                              | 280 K |
| Свинець                           | 96 K  |
| {\displaystyle \alpha }-марганець | 476 K |
| Нікель                            | 440 K |
| Платина                           | 240 K |
| Лід                               | 192 K |
| KBr                               | 180 K |